# روتينيا

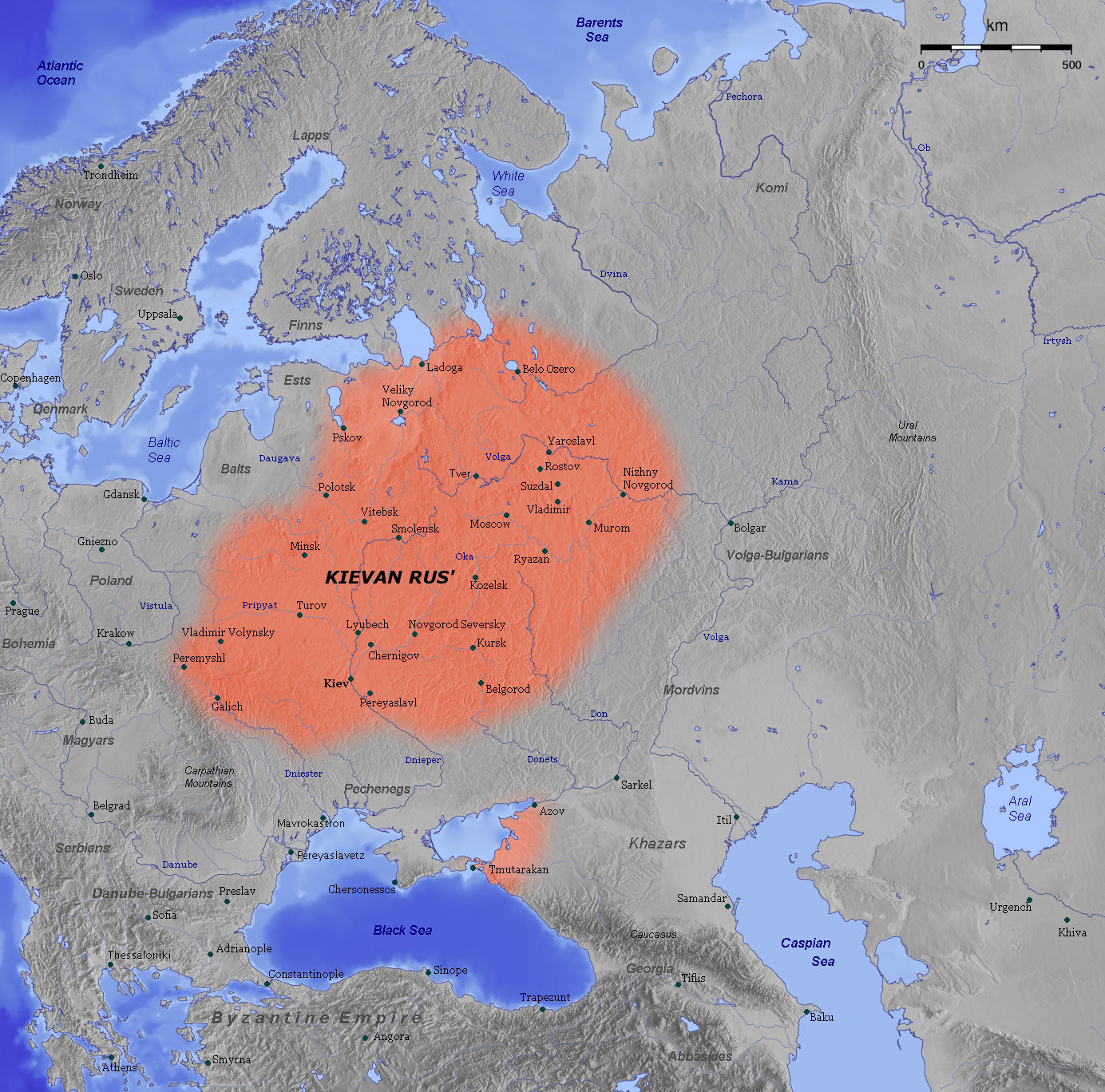
مناطق الروس في القرن العاشر الميلادي

روتينيا (باللاتينية: Ruthenia) كلمة لاتينية استخدمت منذ القرن الثالث عشر للدلالة على روسيا و على الروس القدماء وفيما بعد استعمل اصطلاح «الروتينين» في الإمبراطورية النمساوية المجرية، للدلالة على السكان الروس في شرق جبال الكاربات (أي في بولندا والمجر وبوكوفينا). ولم يكن هناك فرق بين الروسيين والروثينيين إلا من الناحية الدينية، فالروثينيون الشرقيون الأورثوذكس خارج روسيا دخلوا في اتحاد مع الكنيسة الرومانية 1596 في بولندا و1649 في المجر. وفي روسيا الغربية أعيدت الكنيسة الأورثوذكسية اليونانية كاملة في القرن 17.